# 溶解漿
溶解浆又称溶解纤维素、溶解木漿、溶解紙漿，是指纤维素含量较高（>90%）的漂白木浆或棉绒。溶解漿具有特殊的性能。人們可以通過化学方法从纸浆用木材中生产出溶解浆。